# Teodor Corobcean
Teodor Corobcean (n. 1880, Soroca, gubernia Basarabia, Imperiul Rus – d. secolul al XX-lea) a fost un funcționar de cooperativă și politician moldovean, membru al Sfatului Țării al Republicii Democratice Moldovenești.

## Sfatul Țării
Teodor Corobcean a fost unul din membrii Sfatului Țării care a absentat de la votul de Unire a Basarabiei cu România.

## Galerie de imagini

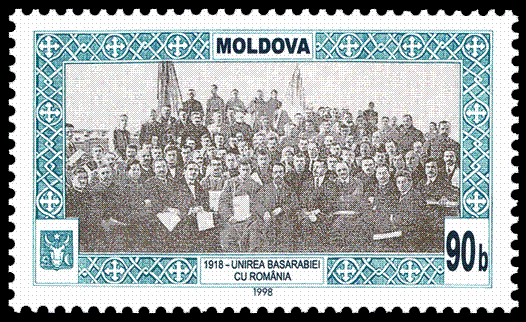
Membrii Sfatului Țării pe un timbru moldovenesc din 1998.